# Ihor Duhinez
Ihor Oleksijowytsch Duhinez (ukrainisch Ігор Олексійович Дугінец, engl. Transkription Ihor Duhinets; * 20. Mai 1956 in Kujbyschewe, Rajon Bachtschyssaraj) ist ein ehemaliger ukrainischer Diskuswerfer, der für die Sowjetunion startete.
1975 gewann er Bronze bei den Junioreneuropameisterschaften in Piräus, und 1978 wurde er Zehnter bei den Europameisterschaften in Prag. 1979 wurde er Dritter beim Europacup in Turin und Fünfter beim Weltcup in Montreal.
Bei den Olympischen Spielen 1980 in Moskau kam er auf den sechsten Platz.
1982 gewann er Silber bei den Europameisterschaften in Athen, und 1983 wurde er Elfter bei den Weltmeisterschaften in Helsinki.
1978 und 1982 (mit seiner persönlichen Bestleistung von 68,52 m) wurde er Sowjetischer Meister.